# Norifumi Yamamoto
Norifumi Yamamoto  (山本徳郁?, Yamamoto Norifumi), noto anche come Kid Yamamoto (Kawasaki, 15 marzo 1977 – Tokyo, 18 settembre 2018) è stato un artista marziale misto e kickboxer giapponese.
È noto per la sua permanenza nell'organizzazione giapponese Shooto, dove si è distinto per il suo stile di combattimento aggressivo e il suo carattere controverso. Ha militato anche nella defunta promozione K-1 HERO'S, dove è stato campione del torneo K-1 HERO's 2005 Grand Prix dei pesi medi. Nell'ultima parte di carriera ha combattuto nella divisione dei pesi gallo per la promozione statunitense UFC. 
Proveniente da una famiglia di sportivi, suo padre Ikuei Yamamoto ha rappresentato il Giappone nella lotta libera ai Giochi Olimpici di Monaco 1972, mentre le sorelle Miyu e Seiko hanno conquistato campionati mondiali nella medesima disciplina.

## Biografia
Il 26 agosto 2018 annunciò sul social network Instagram di essere malato di cancro. Ricoverato più tardi in un ospedale di Guam per sottoporsi a cure mediche, morì a Tokyo il 18 settembre seguente per il peggioramento delle sue condizioni di salute.

## Caratteristiche tecniche
Dotato di uno stile aggressivo, Yamamoto era un lottatore che prediligeva il combattimento in piedi.

## Carriera nelle arti marziali miste

### Ultimate Fighting Championship
Yamamoto debuttò ufficialmente nella UFC contro Demetrious Johnson il 5 febbraio del 2011 all'evento UFC 126. Benché molto atteso, il primo incontro del giapponese deluse le aspettative: l'asiatico non riuscì a contrastare i costanti takedown dello statunitense e venne sconfitto nettamente via decisione unanime dopo tre round.
Seguirono per lui numerosi infortuni che compromisero la sua carriera nella promozione di Las Vegas e portarono all'annullamento di diversi suoi match. Nel corso dei quattro anni successivi salì sull'ottagono in sole tre altre occasioni, venendo sconfitto dai poco quotati Darren Uyenoyama (UFC on Fox 1) e Vaughan Lee (UFC 144) e ricevendo un no contest contro il modesto Roman Salazar (UFC 184).